# Deuterocohnia brevifolia
Espèce
Synonymes
- Abromeitiella brevifolia (Griseb.) A.Cast.
- Abromeitiella chlorantha (Speg.) Mez
- Abromeitiella pulvinata Mez
- Dyckia grisebachii Baker
- Lindmania brevifolia (Griseb.) Hauman
- Lindmania chlorantha (Speg.) Hauman
- Meziothamnus brevifolius (Griseb.) Harms
- Navia brevifolia Griseb.
- Pitcairnia brevifolia (Griseb.) R.E.Fr.
- Pitcairnia chlorantha (Speg.) A.Cast.
- Tillandsia chlorantha Speg.

Deuterocohnia brevifolia est une espèce de plantes de la famille des Bromeliaceae présente en Argentine et en Bolivie et décrite en 1992.

## Synonymes
- Abromeitiella brevifolia (Griseb.) A.Cast.
- Abromeitiella chlorantha (Speg.) Mez
- Abromeitiella pulvinata Mez
- Dyckia grisebachii Baker
- Lindmania brevifolia (Griseb.) Hauman
- Lindmania chlorantha (Speg.) Hauman
- Meziothamnus brevifolius (Griseb.) Harms
- Navia brevifolia Griseb.
- Pitcairnia brevifolia (Griseb.) R.E.Fr.
- Pitcairnia chlorantha (Speg.) A.Cast.
- Tillandsia chlorantha Speg.

## Distribution
L'espèce est présente du Sud de la Bolivie au Nord-Ouest de l'Argentine.

## Description
Selon la classification de Raunkier, l'espèce est chamaephyte.

## Galerie

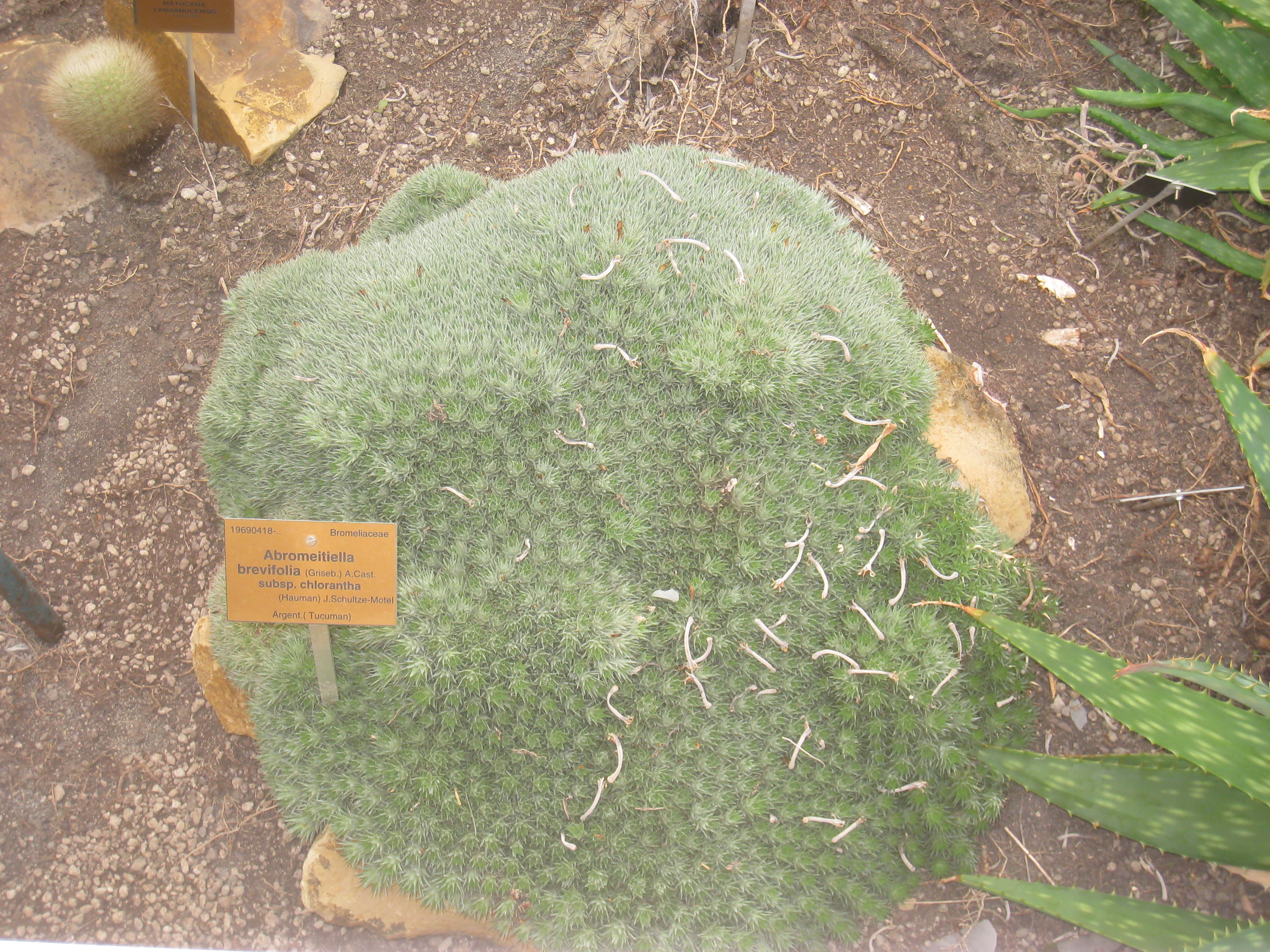
Jardin botanique national à Meise, Belgique.
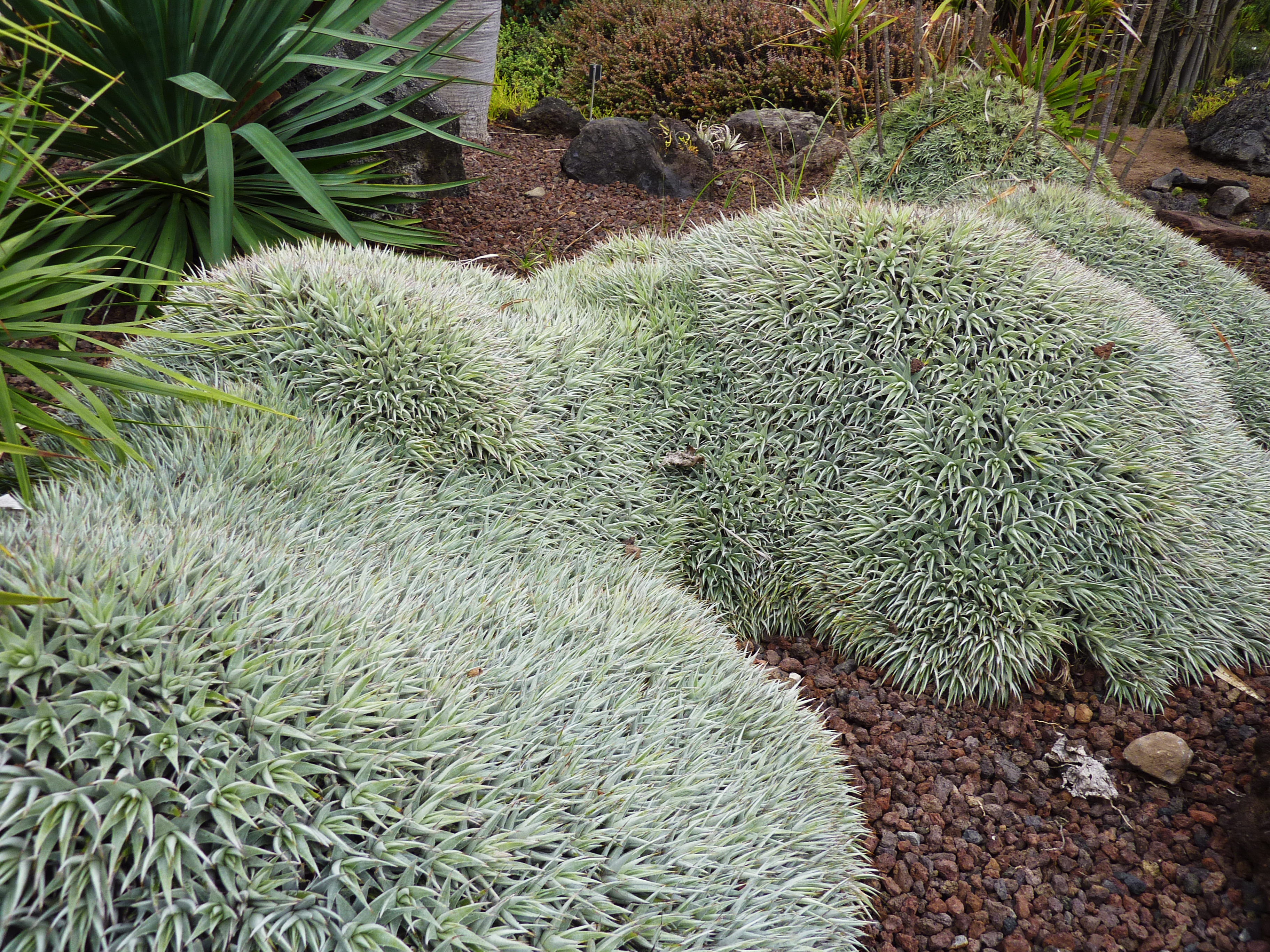
Jardin botanique Viejo y Clavijo sur l'île de Gran Canaria, Canaries, Espagne.
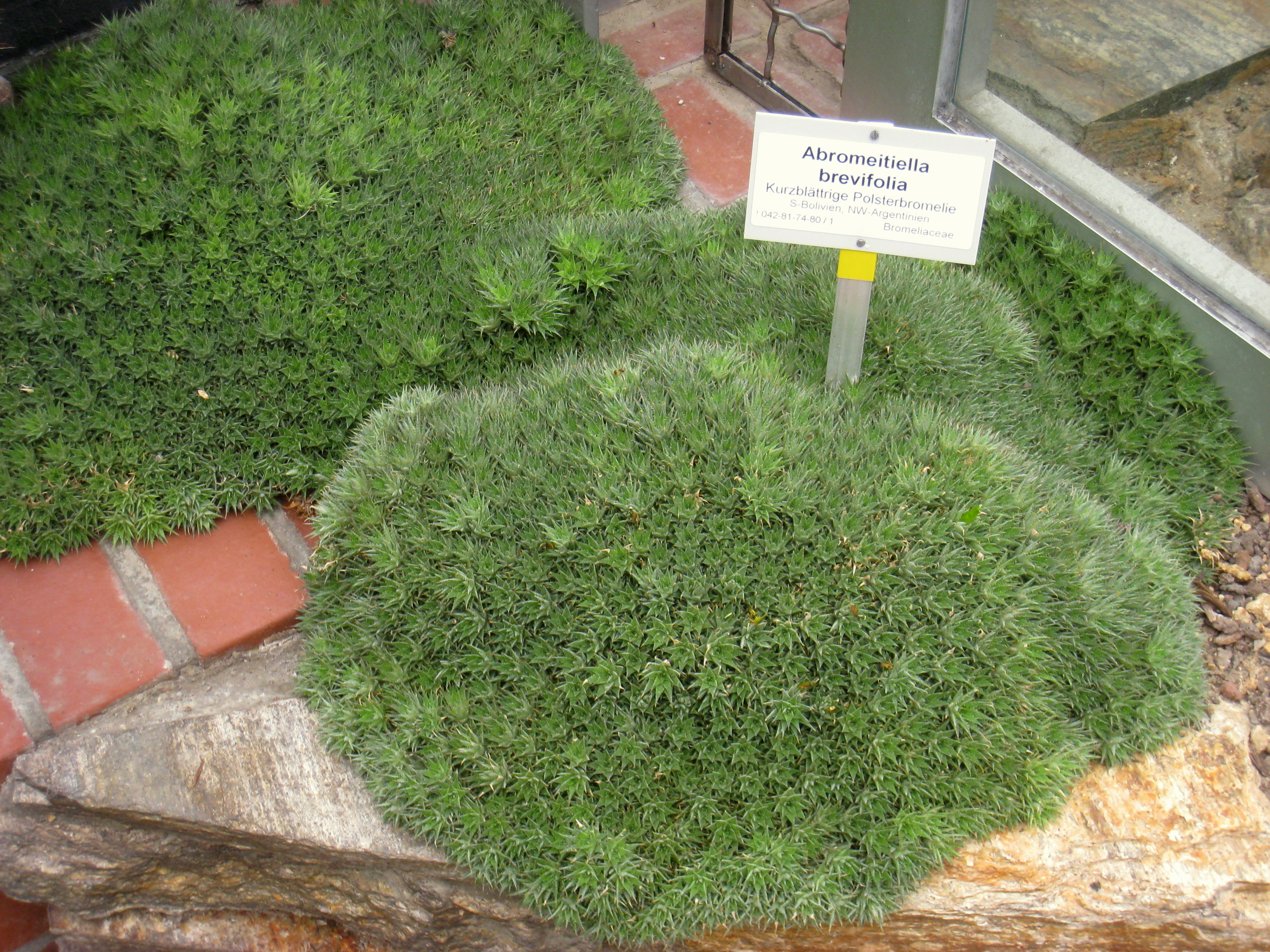
Jardin botanique de Dahlem à Berlin, Allemagne.
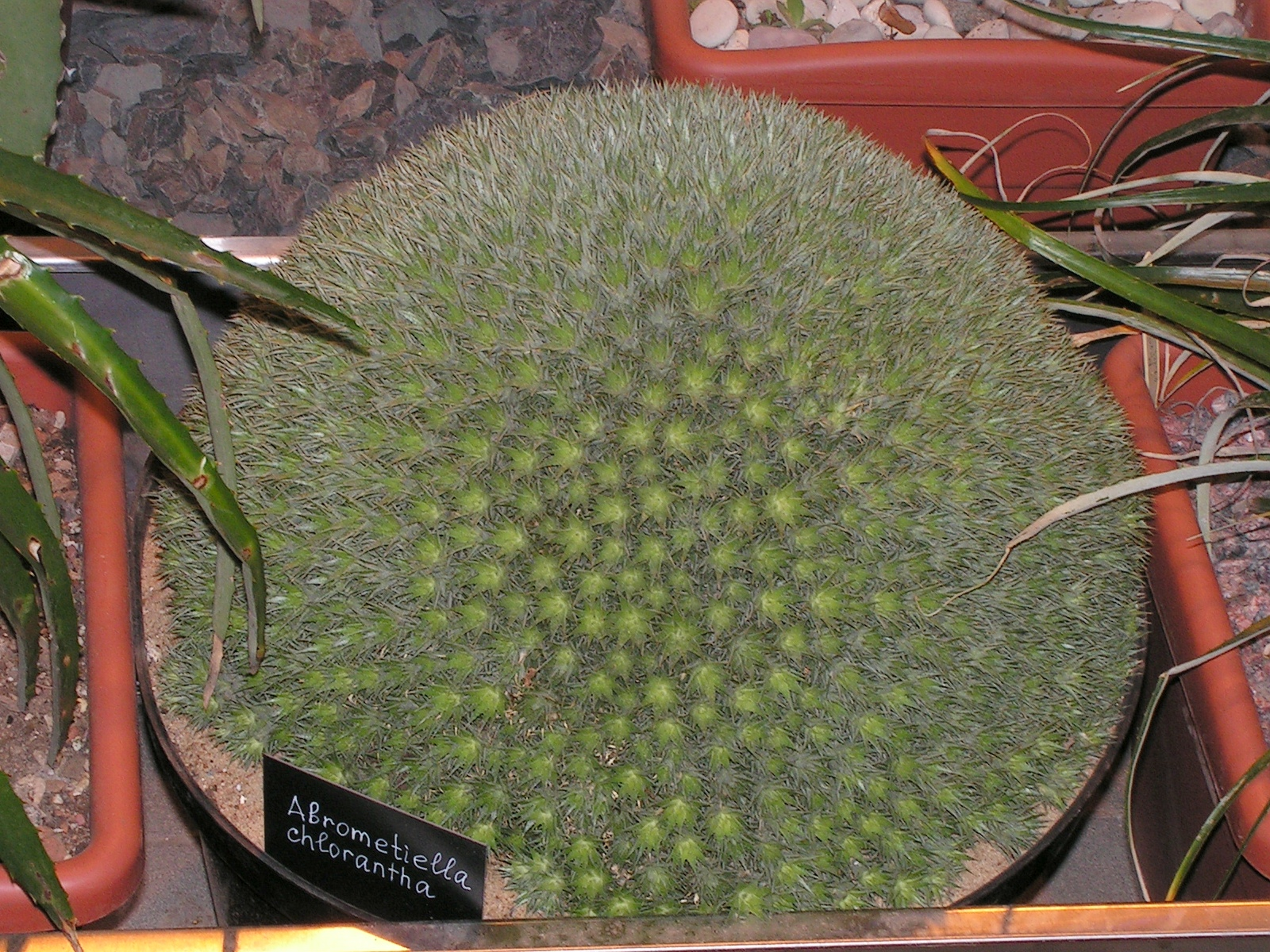
Jardin botanique de l'Université d'État à Moscou, Russie.
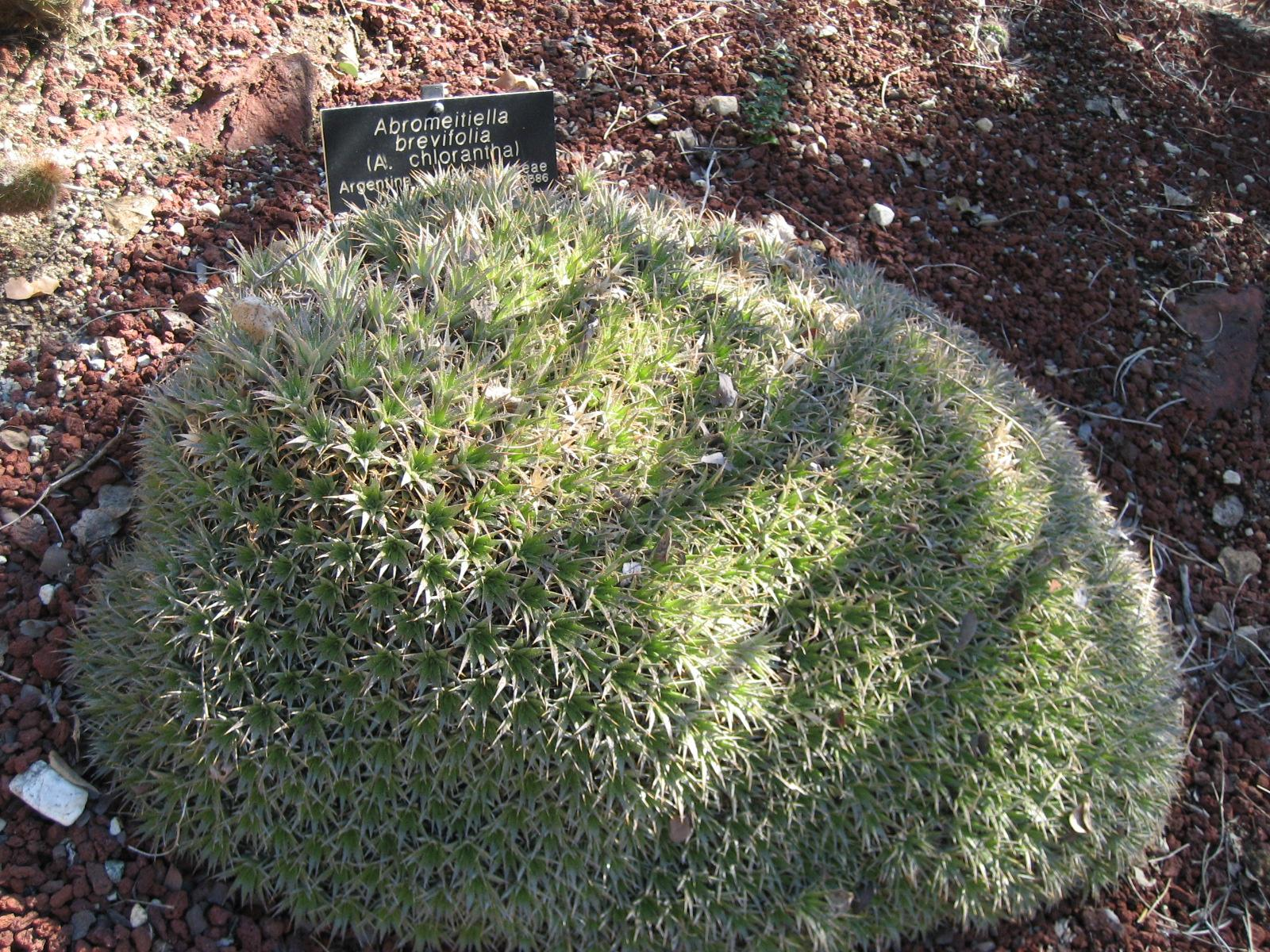
Huntington Gardens de Los Angeles, États-Unis